# Petr z Mladoňovic

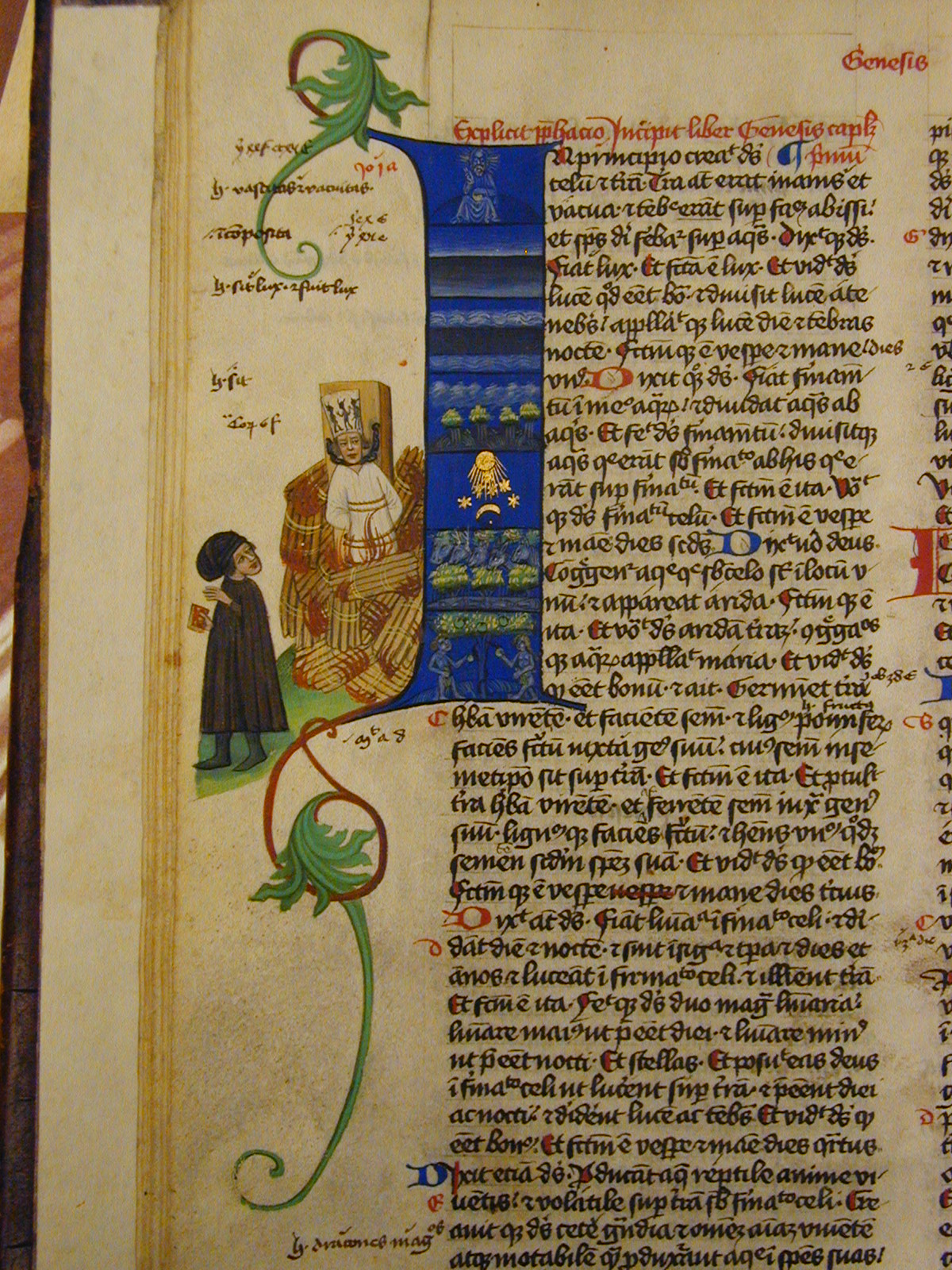
Upálení mistra Jana Husa v Martinické bibli, 1430. Vlevo magistr s knihou. Pravděpodobně se jedná o Petra z Mladoňovic, objednavatele rukopisu.

Petr z Mladoňovic (kolem roku 1390, Mladoňovice – 7. února 1451) byl český spisovatel a kazatel.

## Život
Pocházel z jihozápadní Moravy. O jeho dětství není nic známo. V roce 1409 se stal bakalářem svobodných umění na pražském vysokém učení (Karlově univerzitě). V té době už naplno probíhal zápas mezi příznivci a odpůrci reforem tehdejší katolické církve. Petr se přimkl na stranu reformátorů a to ho přivedlo přímo do centra dění. Jako písař ve službách rytíře Jana Kepky z Chlumu byl průvodcem M. Jana Husa na jeho cestě na kostnický koncil, kde s ním věrně setrval po celou dobu jeho procesu až do smrti (1415). Mladoňovicův spisek, který o těchto událostech sepsal, se v domácím prostředí brzo rozšířil a stal se důležitým pramenem pro pochopení kostnických událostí (akta koncilu se totiž nedochovala). Následujícího roku byl také svědkem popravy Husova přítele, učeného M. Jeronýma Pražského. Obě události na něj hluboce zapůsobily a předurčily jeho dráhu po zbytek života.
Roku 1416 byl jmenován mistrem na pražské univerzitě, kde napomáhal vítězství husitské věci. Od roku 1420 působil jako kazatel v kostele svatého Michala nedaleko Staroměstského náměstí v Praze. Od roku 1426 byl děkanem na univerzitě.
V průběhu husitského hnutí se účastnil mnoha debat (velké hádání o ornátech, polemika proti Václavu Korandovi, protesty proti Zikmundu Korybutovičovi atd.), vždy vystupoval proti táboritům. Jelikož nesouhlasil ani s husitským arcibiskupem Janem Rokycanou, byl vypovězen z Prahy, vrátit se mohl až po dvou letech. Roku 1439 se stal v kostele sv. Michala farářem a později i rektorem univerzity. Roku 1448 se ještě účastnil jednání o potvrzení kompaktát.

## Dílo
Přínos jeho díla nespočívá v kráse literatury, ale pouze v obsahu. Ve svých dílech se snažil držet ověřených fakt.
- Relatio de magistri Joannis Hus causa in Constantiensi consilio acta – zpráva o průběhu procesu v Kostnici, česky vyšel r. 1533 pod názvem Spis o utrpení Mistra Jana Husa.
- Narratio de magistro Hieronymo Pragensi pro Christi nomine Constantiae exusto – vyprávění o procesu s Jeronýmem Pražským v Kostnici.